# Hohe Dubrau
Die Hohe Dubrau (auch Kollmer Höhen; obersorbisch Wysoka dubrawa) ist ein Hügelland im Landkreis Görlitz in der Nähe der gleichnamigen Gemeinde Hohendubrau. Der Name bezeichnet zugleich den Hauptgipfel, der mit 307 m ü. NN die höchste Erhebung im Naturraum Oberlausitzer Heide- und Teichgebiet ist.

## Geologie
Im Kern, also in den Gipfeln von Hoher Dubrau und Kollmer Dubrau (303 m ü. NN), dem Monumentberg (293 m ü. NN) und Hobians Horken (265 m ü. NN) tritt der präkambrische Untergrund mit alten Grauwacken an die Oberfläche, der (wie am Hauptgipfel selbst) von sogenanntem Dubrau-Quarzit aus dem Ordovizium durchsetzt ist. Die zentralen Hochlagen bei Groß Radisch sind schwach lössbedeckt und werden umsäumt von elstereiszeitlichen Endmoränen bei Dauban, Kollm und Kleinsaubernitz, von Grundmoränen um Gebelzig sowie von verschiedenen pleistozänen Sandplatten und Terrassen. Im benachbarten Hügelgebiet von Dubrauke (193 m ü. NN) liegen Schotterbänke eines altpleistozänen Elbe-Nebenlaufes. Am Kollmer Gemeindeberg (222 m ü. NN), bei Diehsa und im Osten von Dubrauke treten tertiäre Ton- und Braunkohle-Schichten an die Oberfläche, am Südufer des Stausees Quitzdorf kommen devonische Gesteine hinzu.

## Hydrologie sowie Flora und Fauna

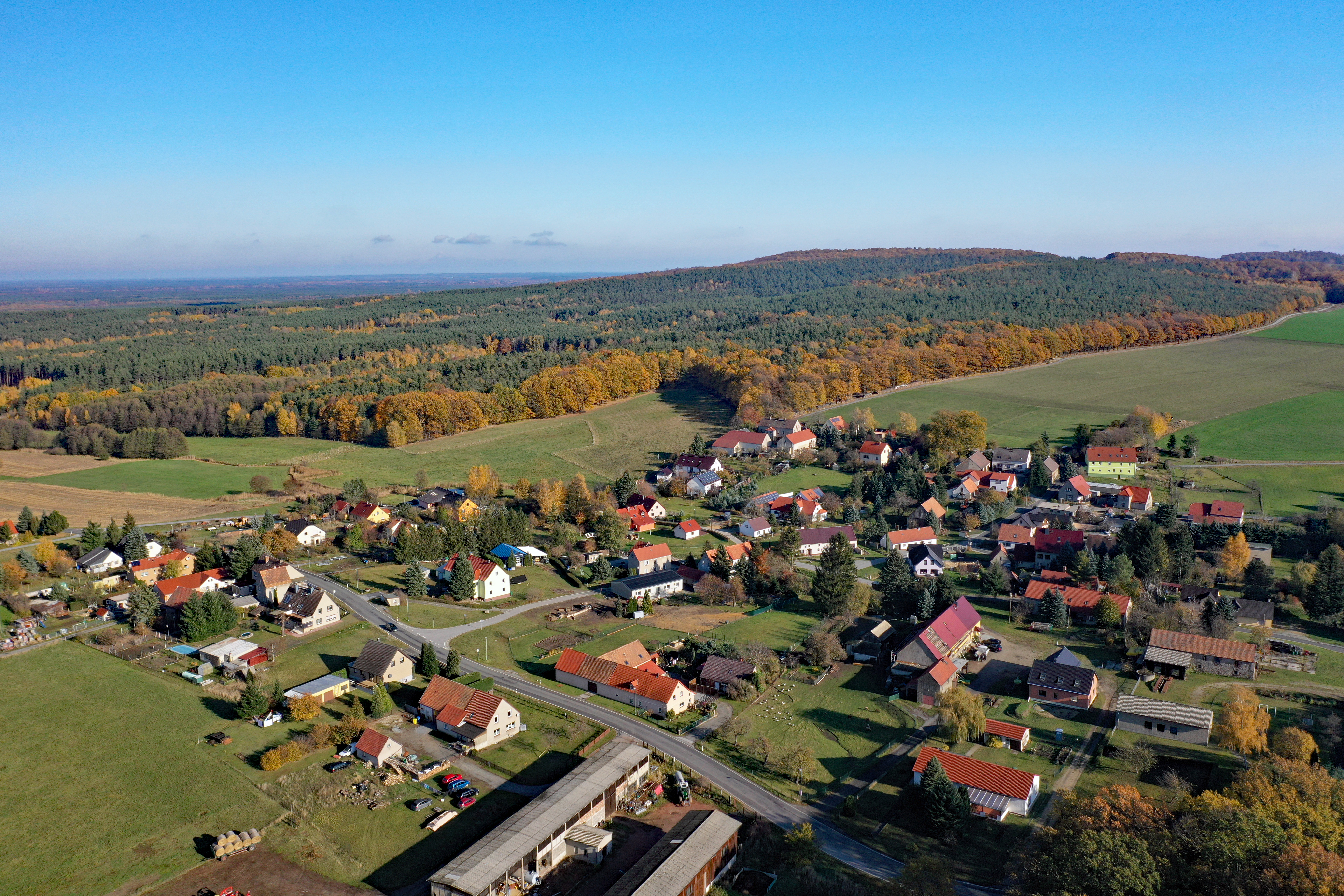
Ober Prauske mit der Hohen Dubrau im Hintergrund

Monumentberg mit Aussichtsturm im Vorder- und Hohe Dubrau im Hintergrund, links hinten der Ort Groß Radisch

Das Hügelland der Hohen Dubrau selbst ist relativ gewässerarm, einige Waldbäche versickern sogar nach wenigen 100 Metern wieder oder verschwinden in den Rohren der Melioration. Am westlichen Fuß entspringt das Weigersdorfer Fließ. Der Bergrücken trägt einen reichen Bestand an Laub- und Nadelgehölzen. Als potentielle natürliche Vegetation gelten Birken- und Eichen-Kiefernwälder, in den umliegenden Auen auch Erlen-Eschen-Wälder. Von der hier schon früher dominanten Eiche leitet sich der Name (altsorb.: „dubrava“ = Eichenwald) ab.
Naturwaldartig ausgebildete Bestände mit Kiefern-Traubeneichenwald im Bereich der Gipfelklippen und mit Traubeneichen-Buchenwald an den Ober- und Mittelhängen der Hohen und Kollmer Dubrau stehen zusammen mit kleinflächig eingeschlossenen Gewässern, Nasswiesen, Zwischenmooren, Trockenrasen und Streuobstbeständen in einem 356 Hektar großen Gebiet unter Naturschutz. In dem gleichzeitig als Natura-2000-Gebiet ausgewiesenen Areal wachsen unter anderem Rundblättriger und Mittlerer Sonnentau, Knöteriche, Laichkraut und Große Gelb-Segge. Neben dem Nördlichen Kammmolch sind vor allem Brutvögel von Interesse: die Hohltaube, Grau-, Schwarz- und Mittelspecht, Ortolan, Zwergschnäpper, Neuntöter, Wespenbussard und sogar ein Seeadler wurden beobachtet.

## Tourismus
Gemeinsam mit der Talsperre Quitzdorf bilden die Kollmer Höhen ein Landschaftsschutzgebiet, das unter anderem durch die Gestaltung des Monumentberges und der Anlage verschiedener Wander- und Radwege touristisch erschlossen wird.